# 한상훈 (야구인)
한상훈(韓尙勳, 1980년 6월 3일 ~ )은 전 KBO 리그 한화 이글스의 내야수이자, 현재 육군사관학교 야구부 감독이다.

## 선수 시절

### 아마추어 시절
신일고등학교 시절 투수로 활동했고, 1999년 신인 드래프트에서 투수로 한화 이글스의 2차 6순위 지명을 받았다. 이후 경희대학교 체육대학에 진학했다.

### 한화 이글스시절
경희대학교 체육대학을 졸업하고 2003년에 입단하였다. 민첩한 풋워크와 손놀림, 타구에 대한 본능적인 감각은 때론 MLB급 2루수라는 평가를 받았다. 뛰어난 수비 실력을 보여주지만, 타격이 약한 편이다. 2004년 병역 비리 사건에 연루됐고, 2008년 시즌 후 공익근무요원으로 대체 복무했다.
2010 시즌 후 소집 해제하며 팀에 복귀했고, 2011년 시즌 131경기에 출전해 2할대 타율, 3홈런, 39타점, 49득점, 16도루로 공격력이 향상됐다. 시즌 후 2루수 골든 글러브 후보에 올랐으나 안치홍에게 밀려 수상에 실패했다. 시즌 후 신경현을 이어 주장이 됐다. 2013 시즌 후 FA를 선언해 4년 총액 13억원(계약금 3억원, 연봉 2억원, 옵션 2억원)의 조건으로 잔류했다. 시즌 후 강동우가 현역 은퇴를 선언하자, 입대하기 전 자신이 썼던 등번호 3번을 되찾았다. 2015년에 보류선수 명단에서 제외되며 방출됐다.
하지만 이양기, 지성준과 함께 신고선수로 복귀했다. 선수 등록 마감일인 2016년 1월 31일까지 타 구단의 영입 제의를 받지 못했고 구단과의 협상도 결렬돼 사실상 팀에서 방출됐다.

## 야구선수 은퇴 후
2017년부터 HBC 유소년 야구단 감독으로 활동했다.

## 출신 학교
- 서울화곡초등학교
- 서울 신일중학교
- 신일고등학교
- 경희대학교 체육대학 체육학과 99학번

## 통산 기록
| 연 도           | 소 속           | 나 이           | 출 장 | 타 석 | 타 수 | 득 점 | 안 타 | 2 루 타 | 3 루 타 | 홈 런 | 타 점 | 도 루 | 도 실 | 볼 넷 | 삼 진 | 타 율 | 출 루 율 | 장 타 율 | O P S | 루 타 | 병 살 타 | 몸 맞 | 희 타 | 희 플 | 고 4 |
| --------------- | --------------- | --------------- | ----- | ----- | ----- | ----- | ----- | ------- | ------- | ----- | ----- | ----- | ----- | ----- | ----- | ----- | -------- | -------- | ----- | ----- | -------- | ----- | ----- | ----- | ---- |
| 2003            | 한화            | 24              | 95    | 303   | 270   | 28    | 53    | 9       | 1       | 1     | 18    | 6     | 3     | 17    | 59    | .196  | .249     | .248     | .497  | 67    | 6        | 2     | 14    | 0     | 0    |
| 2004            | 한화            | 25              | 63    | 162   | 147   | 15    | 29    | 4       | 0       | 0     | 4     | 1     | 2     | 6     | 34    | .197  | .239     | .224     | .463  | 33    | 4        | 2     | 7     | 0     | 0    |
| 2005            | 한화            | 26              | 94    | 189   | 168   | 19    | 36    | 4       | 1       | 1     | 7     | 1     | 0     | 17    | 42    | .214  | .287     | .268     | .554  | 45    | 4        | 0     | 4     | 0     | 0    |
| 2006            | 한화            | 27              | 95    | 187   | 161   | 14    | 39    | 7       | 0       | 1     | 11    | 2     | 1     | 15    | 29    | .242  | .307     | .304     | .612  | 49    | 5        | 1     | 8     | 2     | 0    |
| 2007            | 한화            | 28              | 118   | 363   | 313   | 33    | 81    | 15      | 1       | 2     | 22    | 6     | 5     | 35    | 51    | .259  | .331     | .332     | .664  | 104   | 8        | 0     | 13    | 2     | 0    |
| 2008            | 한화            | 29              | 122   | 360   | 314   | 29    | 68    | 13      | 2       | 0     | 32    | 5     | 0     | 32    | 52    | .217  | .291     | .271     | .562  | 85    | 9        | 2     | 10    | 2     | 0    |
| 2011            | 한화            | 32              | 131   | 485   | 398   | 49    | 107   | 12      | 3       | 3     | 39    | 16    | 10    | 46    | 66    | .269  | .352     | .337     | .689  | 134   | 6        | 6     | 33    | 2     | 1    |
| 2012            | 한화            | 33              | 112   | 344   | 272   | 41    | 61    | 11      | 1       | 3     | 29    | 7     | 8     | 49    | 58    | .224  | .352     | .305     | .657  | 83    | 8        | 5     | 17    | 1     | 1    |
| 2013            | 한화            | 34              | 101   | 322   | 260   | 45    | 68    | 13      | 4       | 0     | 25    | 5     | 4     | 47    | 40    | .262  | .383     | .342     | .725  | 89    | 7        | 6     | 6     | 3     | 0    |
| 2014            | 한화            | 35              | 77    | 203   | 175   | 23    | 50    | 8       | 1       | 1     | 21    | 3     | 1     | 24    | 40    | .286  | .372     | .360     | .732  | 63    | 4        | 0     | 4     | 0     | 0    |
| 2015            | 한화            | 36              | 35    | 75    | 61    | 7     | 14    | 4       | 0       | 0     | 8     | 0     | 3     | 8     | 18    | .230  | .329     | .295     | .624  | 18    | 1        | 1     | 5     | 0     | 0    |
| KBO 통산 : 11년 | KBO 통산 : 11년 | KBO 통산 : 11년 | 1043  | 2993  | 2539  | 303   | 606   | 100     | 14      | 12    | 216   | 52    | 37    | 296   | 489   | .239  | .323     | .303     | .626  | 770   | 62       | 25    | 121   | 12    | 2    |

- 시즌 기록 중 굵은 글씨는 해당 시즌 최고 기록